# Йоутса
Йоутса (фин. Joutsa) — курортный город в центральном регионе Финляндии с населением в 5200 человек. Расположен в 70 км юго-восточнее Ювяскюля.
Через город проходит автобан Valtatie 4 (E75) — одно из важных транспортных соединений севера страны с югом.

## Культура
В 1985 году здесь проходила Международная математическая олимпиада. Летом в городе проходит музыкальный фестиваль Joutsan Joutopäivät, на который съезжаются около 25 тысяч посетителей.

## Известные уроженцы и жители
- Вирккунен, Хенна (род. 1972) — финский политик, министр